# Macro BMA

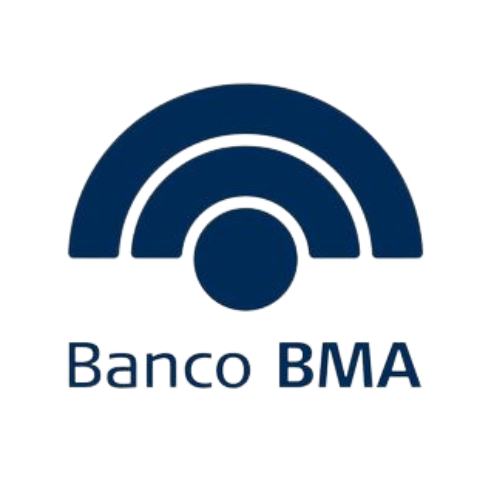
Logotipo alternativo do banco.

Macro BMA anteriormente conhecido como Banco Itaú era uma entidade bancária argentina de propriedade do Banco Macro desde novembro de 2023. Era a subsidiária argentina do banco brasileiro Itaú Unibanco fundada em 1998 após a compra do Banco del Buen Ayre. A entidade contava com 99 agências bancárias e 140 caixas eletrônicos em todo o país e mais de 400 mil clientes.

## História
Foi fundado em 1998 após a compra do Banco Del Buen Ayre. O banco possui 99 agências bancárias, 140 caixas eletrônicos e 400 mil clientes em todo o país. 
O banco é um dos maiores bancos da Argentina, concorrendo com Banco Patagonia, BBVA, Galicia, entre outros. Em 24 de agosto de 2023, o Banco Macro comprou este banco de seu então controlador Itaú Unibanco pelo preço de US$ 50 milhões.
Em 3 de novembro de 2023, a entidade passou a se chamar Macro BMA. No dia 16 de novembro de 2024 terá início o processo de migração de sistemas para que, a partir de 19 de novembro, o banco Macro BMA deixe formalmente de existir e todos os seus clientes, juntamente com suas contas e produtos, passem a fazer parte do Banco Macro.